# Complexe hydroélectrique de Shawinigan
Le complexe hydroélectrique de Shawinigan est un ensemble de bâtiments consacrés à la production et à la distribution d'électricité, situé à Shawinigan, en Mauricie, au Québec (Canada). 

## Installation
Construit aux abords des chutes de Shawinigan sur la rivière Saint-Maurice, il regroupe cinq barrages hydroélectriques :
- Centrale Alcan-16,
- Centrale de Shawinigan-1,
- Centrale de Shawinigan-2,
- Centrale de Shawinigan-3,
- Centrale Northern Aluminium Company.

Le complexe hydroélectrique intègre également deux funiculaires, des évacuateurs de crues et des lignes de transport haute tension à destination de Québec, Trois-Rivières, Montréal et vers la Rive-Sud du fleuve Saint-Laurent.

## Réseau de distribution
Principales lignes de transport haute tension du réseau de distribution  :
- Shawinigan-Montréal (trois liaisons, inaugurées en 1903, 1904 et 1911).
- Shawinigan-Québec (deux liaisons, inaugurées en 1916 et 1919).
- Shawinigan-Trois-Rivières-Rive-Sud (inaugurée en 1906).
- Shawinigan-Victoriaville (inaugurée en 1918).
- Trois-Rivières-Québec (inaugurée en 1941).

Le réseau d'électrification des zones rurales est quant à lui inauguré en 1925.